# Prosoplus rugulosus
Prosoplus rugulosus är en skalbaggsart som beskrevs av Stefan von Breuning 1938. Prosoplus rugulosus ingår i släktet Prosoplus och familjen långhorningar. Inga underarter finns listade i Catalogue of Life.